# Alan Vitouš
Alan Vitouš (* 26. dubna 1946 Praha) je český bubeník a skladatel.
Pochází z hudební rodiny, jeho otec Josef hrál na klarinet, mladší bratr Miroslav na kontrabas. V šedesátých letech hrál spolu se svým bratrem a klávesistou Janem Hammerem ve skupině Junior Trio. Později pracoval mj. v dolech a k hudební kariéře se vrátil až koncem sedmdesátých let. Dlouhodobě spolupracoval s Jiřím Stivínem a hrál například na deskách Luboše Andršta, Jany Koubkové, Zuzany Homolové, Jana Buriana a dua Michal Horáček a Petr Hapka. V roce 1989 vydal společné album se svým bratrem a hostujícím saxofonistou Janem Štolbou. V letech 2010 a 2012 vydal dvě desky se souborem Clarinet Factory: Out of Home a Echoes of Colours. Rovněž spolupracuje s hercem Jaroslavem Duškem v improvizačním divadle Vizita. Je autorem hudby k několika filmům (převážně režisérky Jany Ševčíkové), včetně dokumentů Starověrci (2001), Gyumri (2008) a Opři žebřík o nebe (2014).